# Good-Feel
 (octobre 2019).
Si vous disposez d'ouvrages ou d'articles de référence ou si vous connaissez des sites web de qualité traitant du thème abordé ici, merci de compléter l'article en donnant les références utiles à sa vérifiabilité et en les liant à la section « Notes et références ».
Good-Feel (株式会社グッド・フィール en japonais) est une entreprise japonaise de développement de jeux vidéo fondée en 2005 et affiliée à Nintendo. Elle a notamment été chargée du développement des jeux Wario Land: The Shake Dimension et Kirby : Au fil de l'aventure, tous deux destinés à la Wii. Elle est également responsables du développement des derniers jeux Yoshi.

## Jeux développés
| Titre                                                         | Éditeur                  | Plates-formes            | Date de sortie |
| ------------------------------------------------------------- | ------------------------ | ------------------------ | -------------- |
| Training Words                                                | Educational Network Inc. | Nintendo DS              | 2007           |
| Training Quiz                                                 | Benesse                  | Nintendo DS              | 2008           |
| Sense Training: Shape Space                                   | Benesse                  | Nintendo DS              | 2008           |
| Wario Land: The Shake Dimension                               | Nintendo                 | Wii                      | 2008           |
| English Training                                              | Educational Network Inc. | Nintendo DS              | 2009           |
| Training Words                                                | Educational Network Inc. | Nintendo DS              | 2009           |
| Contes en boîte : Chasse aux images en perspective!           | Nintendo                 | Nintendo DSi             | 2010           |
| Kirby : Au fil de l'aventure                                  | Nintendo                 | Wii                      | 2010           |
| Wii Play: Motion                                              | Nintendo                 | Wii                      | 2011           |
| Mii Force                                                     | Nintendo                 | Nintendo 3DS             | 2013           |
| Mario & Luigi: Dream Team Bros.                               | Nintendo                 | Nintendo 3DS             | 2013           |
| Yoshi's Woolly World                                          | Nintendo                 | Wii U                    | 2015           |
| Streetpass Trader (mini-jeu Place Mii StreetPass)             | Nintendo                 | Nintendo 3DS             | 2016           |
| Poochy & Yoshi's Woolly World                                 | Nintendo                 | Nintendo 3DS             | 2017           |
| Yoshi's Crafted World                                         | Nintendo                 | Nintendo Switch          | 2019           |
| Kirby : Au fil de la grande aventure                          | Nintendo                 | Nintendo 3DS             | 2019           |
| Monkey Barrels                                                | Good-Feel Co., Ltd.      | Nintendo Switch, Windows | 2019           |
| Otogi Katsugeki Mameda no Bakeru: Oracle Saitarou no Sainan!! | Good-Feel Co., Ltd.      | Nintendo Switch, Windows | 2023           |
| Princess Peach: Showtime!                                     | Nintendo                 | Nintendo Switch          | 2024           |